# 翟儔
翟儔（？—？），清代官員，山東省掖縣人。
翟儔為廩貢出身。嘉慶七年（1802年）正月以署鹿港同知署任臺灣府彰化縣知縣。嘉慶九年（1804年）七月再署。嘉慶十年（1805年）六月，署臺灣府澎湖廳糧補海防通判，同年八月三署彰化縣知縣。